# Себастијан Руљи
Себастијан Оскар Руљи (шп. Sebastián Óscar Rulli) је аргентинско-мексички глумац и фото-модел.

## Приватни живот
Рођен је 6. јула 1975. у Буенос Ајресу, као прво од троје деце.
У слободно време воли да виси на интернету и да се бави разним спортовима као што су тенис, сквош, веслање, фудбал, роњење, голф, сурфовање и бициклизам...
31. децембра 2007. венчао се дугогодишњом девојком, глумицом Сесилијом Галијано. Церемонија је обављена без медија, а присуствовало је само 27 најближих рођака и пријатеља.
У јануару 2010. добили су сина Сантијага, а имају кћерку Валентину из њеног првог брака. 2011. Себастијан и Сесилија су се развели.

## Каријера
Пре глуме радио је као модел у Милану, Паризу, Цириху, Француској, Шпанији, Токију, Мајамију и Мексику.
Остаје у Мексику и уписује Телевисину школу глуме, иако је узимао часове глуме код других учитеља у Италији, Шпанији и Аргентини.
Прву појављивање на мексичкој телевизији имао је 2000. у тинејџерској теленовели Primer amor: а 1000 x hora. Пре тога снимао је у родној земљи.
2001. добија награду Las Palmas de Oro за најбољу споредну мушку улогу.
2004. добија улогу Ектора у серији Руби, која представља прекретницу у његовој каријери.
2005. игра прву главну улогу у теленовели Упркос свему, а лик носи његово име.
У Бештијама (2006) са Саром Малдонадо чини један од водећих љубавних парова теленовеле.
2007. први пут игра у историјској драми Страсти у продукцији Карле Естраде.
2008. игра први пут са супругом Сесилијом у позоришној представи P.D. tu gato ha muerto. У једној сцени се појављује потпуно наг.
2009. је протагониста у хумористичкој теленовели Un gancho al corazón. Играо је Маурисија, продавца аута, а партнерка му је била глумица Дана Гарсија.
Наредне године продуцент Карлос Морена га позива да гостује у првим епизодама серије Сестре, где игра оца главне јунакиње. Након тога добија једну од главних улога у новој верзији Терезе и снима са Анхелик Бојер.

## Филмографија:
Теленовеле:
| Година:    | Српски наслов: | Оригинални наслов: | Улога:                          |
| ---------- | -------------- | ------------------ | ------------------------------- |
| 2013-2014. | Украдена љубав |                    | Алехандро Алмонте               |
| 2012.      | /              |                    | Франсиско                       |
| 2010.      | Тереза         |                    | Артуро де ла Барера Азуела      |
| 2010.      | Сестре         |                    | Роберто Гамба                   |
| 2008—2009. | /              |                    | Маурисио Сермењо                |
| 2007—2008. | Страсти        |                    | Сантијаго Маркез                |
| 2006—2007. | Бештије        |                    | Хуан Кристобал                  |
| 2005.      | Упркос свему   |                    | Себастијан Карденас             |
| 2004.      | Руби           |                    | Ектор Ферер                     |
| 2003.      | /              |                    | Рохелио Дијаз Меркадо           |
| 2002—2003. | Луде године    |                    | Хуан Естебан Сан Педро          |
| 2001.      | /              |                    | Марко Винисио Марторел Ернандез |
| 2000.      | /              |                    | Маурисио                        |
| 1998.      | /              |                    | Вили                            |
| 1998.      | /              |                    |                                 |
| 1997.      | /              |                    | Џони                            |
| 1997.      | /              |                    | Себастијан                      |
| 1996.      | /              |                    | Игнасио                         |

ТВ серије:
| Година: | Српски наслов: | Оригинални наслов: | Наслов епизоде: |
| ------- | -------------- | ------------------ | --------------- |
| 2006.   | Ружна Бети     |                    |                 |
| 2002.   | /              |                    |                 |

Филмови:
| Година: | Српски наслов: | Оригинални наслов: | Улога:   |
| ------- | -------------- | ------------------ | -------- |
| 2007.   | /              |                    | Вирхилио |